# Кіппер і Віппер

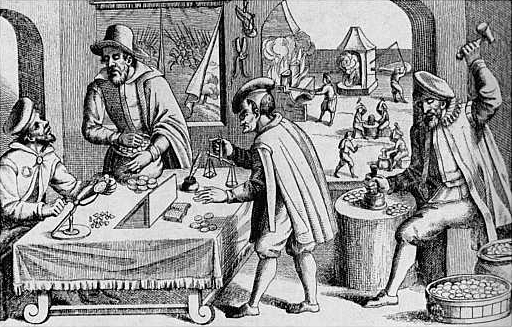
Обрізувачі і зважувачі монет в часи кризи Кіппер і Віппер за роботою

Кіппер і Віпперцайт (нім. Kipper- und Wipperzeit, дослівно «час обрізань і зважувань») або скорочено Кіппер і Віппер — фінансова криза на початку Тридцятилітньої війни (1618—1648), спричинена масовою появою зіпсованих монет.

## Назва
На сленгу XVII століття Kipper und Wipper означає псування монет, де Кіппер означає «обрізування монет», а Віппер означає «зважування монет» на вагах-гойдалках. Під час фінансової кризи Kipper und Wipper поширилась масова практика обрізання або «гоління» країв монет. Це було можливо зробити через те, що гурти монет не були рифленими, що запобігало б обрізуванню країв. Зважування на вагах асоциюється з фінансовою кризою, оскільки у той час торговці або міняйли постійно зважували монети терезами, щоб не отримати замість повноцінних монет погані, «зіпсовані» монети, оскільки часто монети розплавляли, змішували з менш рідкісними та менш дорими металами, такими як мідь.

## Історія
Вага і проба срібних монет Священної Римської імперії були затверджені Імперським монетним статутом 1559 року. Оскільки ефективного оподаткування в імперії не існувало, щоб профінансувати витрати на довготривалу масштабну війну, що точилась з 1618 року, починаючи приблизно з 1621 року міста та держави Священної Римської імперії почали масштабно псувати монети. Зокрема масово почали масово відкриватись нові монетні двори, які карбували неякісні «зіпсовані» монети.

## Псування монет

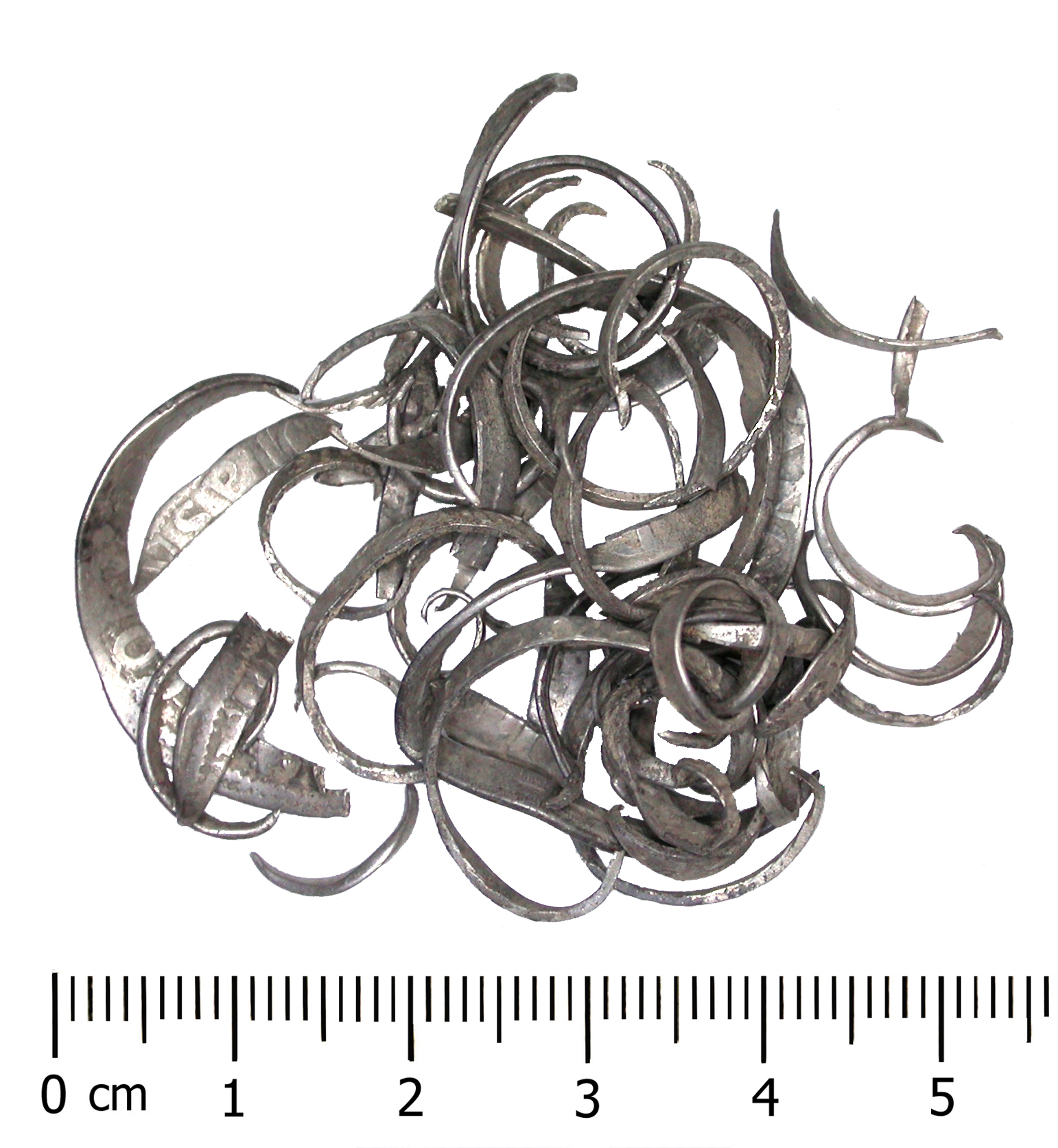
Скарб з обрізків «зіпсованих» монет

Під час кризи Кіппер-і-Віппер існувало дві форми псування монет. Щоб профінансувати Тридцятилітню війну, «добрі» повноцінні монети або обрізали, або перекарбовували з гіршим вмістом срібла.
Внаслідок обрізання або «гоління» монети, кількість срібла в монеті зменшувалася внаслідок зменшення її фактичної ваги. Внаслідок перекарбування, коли повноцінні монети переплавляли з додаванням дешевих металів і карбували нові монети з тією ж номінальною вартістю, кількість срібла в монеті зменшувалась внаслідок зменшення його проби.

### Причина
Важливе рішення, прийняте між містами, яке призвело до створення нових монетних дворів і, зрештою, до псування монет, було тоді, коли шість міст вирішили дозволити створення нових монетних дворів, місць для виробництва монет і грошей. Завдяки цьому монетні двори змогли карбувати більше зіпсованих монет.

### Ефект
Багато європейських держав намагалися фінансувати свої військові зусилля за допомогою зіпсованих монет. Чарльз П. Кіндлбергер писав, що погані гроші вивозились державами до своїх сусідів і обмінювали на хороші. Держави карбували зіпсовані монети, обмінювали їх у сусідніх державах та повертали собі повноцінні «незіпсовані» монети з більшим вмістом срібла. Однак сусідні держави, щоб запобігти втратам, які вони несли від таких операцій, також починали псувати власні монети. Це призвело до гіперінфляції, швидкого зростання цін за короткий проміжок часу, і згодом криза поширилась на багато країн в Європі, оскільки знецінені монети швидко поширювалися від держави до держави.

### Спроба профілактики
У період кризи було запропоновано багато методів, щоб запобігти псуванню монет і закону Грешема, який стверджує, що монети з нижчою внутрішньою вартістю витісняють з оберту дорожчі монети. У Європі завезення зіпсованих монет і вивезення хороших монет карались такими покараннями, як вигнання, спалення або конфіскація товарів.
За допомогою «гойдалкових» ваг виявлялись ще не зіпсовані повноцінні монети, які потім або обрізались або вилучалися з обігу і наново карбувались після переплавки з додаванням дешевих металів, таких як свинець, мідь або олово. Часто держави не псували свою власну валюту, а натомість виготовляли «зіпсовані» імітації монет з інших територій, які потім витрачали якомога далі від своїх власних земель, сподіваючись, що в результаті вони завдадуть шкоди економіці інших регіонів, а не своїх власних. Це деякий час працювало, але невдовзі ця маніпуляція стала відома широкій громадськості, що призвело до появи памфлетів, які засуджували цю практику, місцевих заворушень та відмови солдатів і найманців воювати, якщо їм не платили справжніми, «незіпосваними» грошима. Крім того зіпсовані монети почали повертатись самим державам у вигляді оплати податків і митних зборів. Через це широка практика карбування зіпсованих монет близько 1623 року припинилась, однак завдана шкода була настільки великою, що спричинила фінансовий хаос майже в усіх містах-державах у цьому регіоні. Те ж саме повторилося в менших масштабах наприкінці XVII століття. Обіг «зіпсованих» монет поширився з Німеччини на Австрію, Угорщину, Богемію та Польщу .

## Походження «знецінених» монет
У Європі було багато джерел зіпсованих монет. Не було якогось одного центру їх походження, найперші їх появи зафіксовані в Італії та Швейцарії. Повідомлялось, що «знецінені» монети з'явились в обігу ще з 1580 року.